# 吴隐之
吴隐之（4世紀—413年），字处默，小字附子，濮陽鄄城（今山东鄄城北）人。曹魏侍中吳質的六世孫。東晉官員，以清儉而聞名，並曾在廣州刺史任內一革當地風俗。盧循之亂時因不敵盧循軍而被俘，後獲釋回京，在晉官至光祿大夫。

## 生平
吳隱之早年以孝聞名，其父在隱之十多歲時去世後，隱之為其哀傷號哭，感動眾人，亦更努力去伺奉母親；而母親去世後隱之亦於守喪期表現得十分傷心，期間吃過咸菜後更因它太美味而不吃。當時隱之的鄰居是殷浩的外甥韓康伯，康伯母殷氏每次聽到隱之思念父母的哭泣聲都會吃不下飯，為他哭泣，並對康伯說：「日後你若果當上選拔人材的位置，就該提拔這一種人。」後來康伯當上了吏部尚書，就選用了吳隱之為官，做過輔國功曹和參征虜軍事。東晉四年（369年）冬，豫州刺史袁真据寿春（今安徽寿县）叛变，吴隐之兄吴坦之为袁真功曹。及至太和六年（371年）桓温攻下壽春，吴坦之将连坐被杀，吴隐之请求代兄一死，桓温感动，释放吴坦之，並拜隐之为奉朝请、尚书郎。後隱之又歷任晋陵太守、中書侍郎、國子博士、太子右衛率、散騎常侍領著作郎、守廷尉、秘書監、御史中丞領著作、左衛將軍等職。
當時廣州產有珍寶，但因為人們不適應南方水土，故此只有一些貧困不能自立的人願意到廣州任官，而他們也都貪圖當地物產帶來的財寶，形成廣州官員貪黷不已之風。朝廷為了革除此弊，就於元兴元年（402年）任命了為人簡樸的吳隱之做龍驤將軍、廣州刺史、假節都督交廣二州諸軍事，領平越中郎將。吳隱之到離廣州治所番禺（今廣東廣州市）二十里外的石门，特別去喝當地传说能使人贪婪的“贪泉”的泉水。吴隐之在廣州任內仍然力行儉約，成功改革當地官員的風習，朝廷以其“革奢务啬，南域改变”之功進其位為前將軍。
元興三年（404年），卢循進攻番禺，吴隐之坚守城池，拒守百余日，长子吳曠之战死。十月九日深夜，城陷，吴隐之當時想帶著家人逃回京師，但被盧循所俘。當時朝廷剛剛討平篡位的桓玄，無暇南顧，遂讓盧循任廣州刺史。當時盧循選用了王誕做自己長史，但王誕正想北歸，於是勸說盧循讓他北返，順道也勸他放了隱之，隱之遂與王誕一同北歸。官拜度支尚书、太常，後轉中領軍。义熙八年（412年），隱之请求退休，獲授光禄大夫，加金章紫绶，赐给钱十万，米三百斛。义熙九年（413年）去世，追赠左光禄大夫，加散骑常侍。

## 性格特徵
- 吳隱之姿貌俊美，擅長談論，亦博覽群書，以儒雅著稱。除了至孝外，他亦為人節儉，雖然早年家境貧困，生活清貧困苦，但也不會吃其他人的食物，即使沒食物也不會以非法手段取食。後來吳隱之當了官仍然保持節儉之風，俸祿都會送給親族，冬天也沒甚麼厚衣服，要洗衣服時也只披上蘆絮衣，就像貧苦大眾一樣。一次吳隱之嫁女，謝石就知道吳隱之貧約，特別派使者為他送上些酒菜和廚子做準備，但使者去到後除了看見吳府婢女在拖一頭狗去換錢外，就真的沒有點籌備嫁女的樣子。上任廣州後更加力行儉約，吃的只是菜和魚乾，物資都會交給府庫保存。原本當地人以為他只是在裝模作樣，但吳隱之始終如一，妻子劉氏一次拿著沉香回來也給他丟進水裏，最終成功改革當地官員風習。經歷過盧循之亂後，吳隱之回京後仍然不改儉樸，回去後屋子其實都很殘破了，難以住人，劉裕想要送他車牛及為他重修房子，但隱之卻推辭，只用竹篷做屏風，連給坐的坐席的和氈子都沒有。每月得俸祿後僅僅留著些應付必須開支外其他都送給宗族，家人就自己織布應付開支，有時真的沒錢更需要兩日吃一天糧，十分艱苦。不過他這種行為很得當時人們稱許。

## 家庭

### 父母
- 吳堅，隱之父[4]。
- 童秦姬，隱之母，東莞人童儈女。[4]

### 兄弟
- 吳坦之，字處靖，小字道助，隱之兄，官至西中郎將功曹。[4]

### 子女
- 吳曠之，長子，盧循進攻廣州時戰死。
- 吴延之，鄱阳太守，亦保持父親節儉之風，吴延之的弟弟和儿子等也保持了清廉谨慎孝悌的品德。

## 延伸阅读
[在维基数据编辑]
 《晉書·卷090》，出自房玄齡《晉書》